# Tadej Slabe
Tadej Slabe, slovenski geograf, znanstveni svetnik, krasoslovec,  redni profesor, speleolog, športni plezalec,  * 3. april 1959, Kranj.
Leta 1983 je na Filozofski fakulteti diplomiral iz geografije, 1992 je doktoriral. Od 1986 dela na Inštitutu za raziskovanje krasa ZRC SAZU v Postojni, od 1995 je njegov predstojnik. Ukvarja se predvsem s proučevanjem oblikovanosti kraških votlin, sten in skal. O tem je objavil 11 znanstvenih in strokovnih člankov, predvsem v Acta carsologica, in 1995 knjigo Cave Rocky Reliefand its Speleogenetical Significance. Trudi se razvijati celostno krasoslovje, torej vsa najbolj pomembna področja raziskav trirazsežne kraške pokrajine. Je pobudnik in so-ustanovitelj prvega in edinega študija krasoslovja v mednarodnih razmerah.
Bil je večkratni državni prvak v športnem plezanju, 1992 zmagovalec mednarodnega masters turnirja v Kranju, 1990-1992 najuspešnejši slovenski športni plezalec. Kot prvi Slovenec je 1990 opravil vzpon na pogled z oceno 8a (smer Hätschipätsch v plezališču Warmbad pri Beljaku) in 1992 preplezal prvo enajstico (smer Za staro kolo in majhnega psa 8c+) v Mišji peči. Pomembnejše plezalne smeri: 1985 Zombie v Altmütalu v Nemčiji (spodnja meja desete stopnje, prva slovenska desetica na tujem), 1988 Lord of the Rings v Mont Arapilesu v Avstraliji (8a+), 1989 Theoreme pri Vobcu v Franciji (8b). V Mišji peči je 1994 preplezal še smer Sanjski par (8c).
Od leta 1982 si svojo življenjsko pot deli z Barbaro Suša, od decembra leta 1991 sta tudi poročena. Imata hčer Zalo Slabe.
Raziskovalna dejavnost
Proučuje skalni relief kraških pojavov, ki je pomembna sled oblikovanja in razvoja krasa. Kamninske značilnosti površinskih kraških pojavov in jam povezuje z njihovo oblikovanostjo ter skalnim reliefom in razvojnimi razmerami ter regionalnimi posebnostmi v nove razvojne modele. Ti so eden uvodnih raziskovalnih stikov s kraškimi pojavi in pokrajinami. Razvija laboratorijsko modeliranje razvoja skalnega reliefa kraških pojavov.
Proučuje tudi kitajski, avstralski, iranski, japonski, vietnamski, hrvaški, kubanski, altajski, brazilski, iranski in francoski kras ter kras Združenih arabskih emiratov.
Je so-pobudnik in so-ustanovitelj Mednarodnega središča za raziskovanje krasa Junanske univerze in Krasoslovnega laboratorija (Yunnan International Karst Environmental Laboratory).
Je pobudnik in soustanovitelj Mednarodne krasoslovne akademije.
Tvorno sodeluje pri vsebinskem in organizacijskem razvoju mednarodnega krasoslovja, kot predstojnik Inštituta je so-organizator in podpisnik pogodb o mednarodnem sodelovanju z raziskovalnimi in študijskimi ustanovami v Evropi, na Kitajskem, bližnjem vzhodu, Braziliji, Rusiji, Združenih državah Amerike in Afriki.
Pedagoško delo
Je pobudnik in so-ustanovitelj prvega in edinega študija krasoslovja v mednarodnih razmerah. Razvija in uči več krasoslovnih predmetov na visokošolskem in doktorskem študiju (osnove krasoslovja, kraška geomorfologija in speleologija, razvojni izzivi na krasu).
Razvija in uči več krasoslovnih predmetov na visokošolskem in doktorskem študiju (osnove krasoslovja, kraška geomorfologija in speleologija, razvojni izzivi na krasu).
- Univerza na Primorskem, Fakulteta za humanistične študije, Koper,
- Univerza v Novi Gorici, Fakulteta za podiplomski študij, Nova Gorica,
- Univerza v Novi Gorici, Fakulteta za znanosti o okolju, Nova Gorica,
- Visoka poslovna šola ERUDIO, Visoka šola za trajnostni turizem, Ljubljana.

Pomembnješa dela
Je avtor knjig Cave Rocky Relief (1995) in Jamske skalne oblike (2014) ter so-pobudnik, sourednik in soavtor knjig Kraški pojavi, odkriti med gradnjo slovenskih avtocest (2007),  Karst rock features, Karren sculpturing (2009) ter South China Karst 1 (1998) in South China Karst 2 (2011), nove zbirke Krasoslovje v razvojnih izzivih na krasu (2012, 2013), The Beka-Ocizla Cave System (2015) in Cave Exploration in Slovenia (2016).
Priznanja in nagrade
Friendship with Yunnan Award (kitajska nagrada za raziskovalno delo na Kitajskem in povezovanje krasoslovcev)
Nagrada Združenja ameriških krasoslovcev Karst Waters Institute (ZDA, za prispevek k mednarodnemu krasoslovju)
Priznanje Geografske zveze Združenih arabskih emiratov (za prispevek k mednarodnemu krasoslovju)